# Спомен-биста Војиславу Илићу у Београду
Спомен-биста Војиславу Илићу је споменик у Београду. Налази се на Калемегдану у општини Стари град.

## Опште карактеристике
Биста је посвећена Војиславу Илићу,  (Београд, 14. април 1862 — Београд, 21. јануар 1894), српском песнику, потомку чувене београдске породице. Илић је био зачетник модерне лирике у српској књижевности. Београду је посветио песму „Над Београдом”. Биста је рад српског вајара Јована Пешића, а подигнута је од стране Одбора београдских девојака 1903. године.